# Parc Éole
Pour les articles homonymes, voir Éole (homonymie).
 (novembre 2018).
Si vous disposez d'ouvrages ou d'articles de référence ou si vous connaissez des sites web de qualité traitant du thème abordé ici, merci de compléter l'article en donnant les références utiles à sa vérifiabilité et en les liant à la section « Notes et références ».

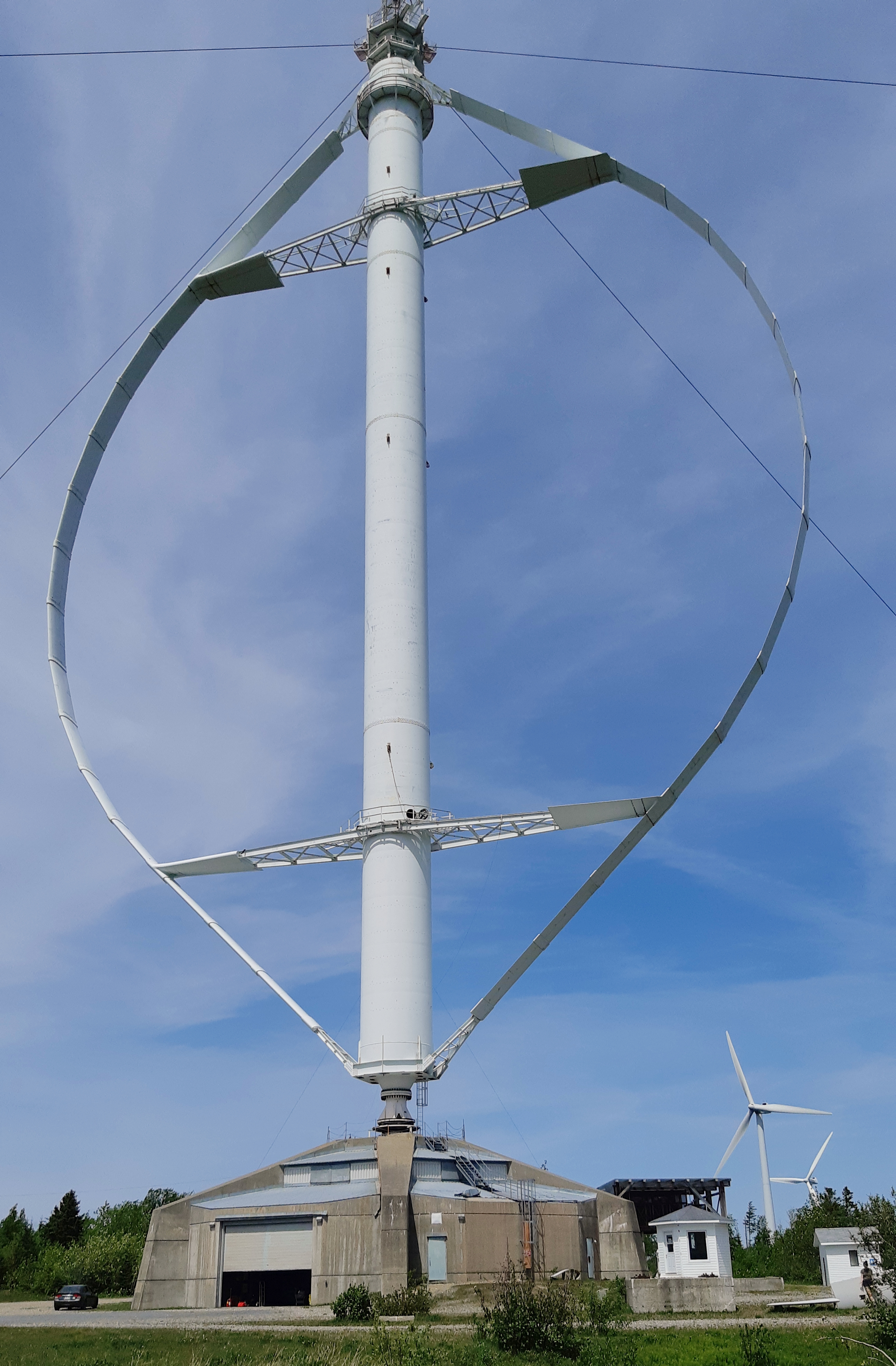
Éolienne de type Darrieus du Projet Éole

Le Projet Éole est un projet expérimental de centrale électrique éolienne à axe vertical, se trouvant à Cap-Chat, en Gaspésie, au Québec.
Ce projet constitue la plus grande centrale électrique éolienne à axe vertical jamais construite. Cependant, cette centrale ne fut pas en fonctionnement suffisamment longtemps pour passer du mode expérimental au statut de centrale électrique moderne.
Le projet est lancé par Hydro-Québec en 1984 et met en commun les ressources du Conseil National de Recherche Canada (CNRC) et de l'Institut de Recherche en Électricité du Québec (IREQ) afin de développer ces technologies au nord de l'Amérique. À la suite de restrictions dans ses budgets de recherche, l'éolienne est exploitée commercialement dès 1988 mais la centrale est mise à l'arrêt en 1992 à la suite d'un grand coup de vent imprévu qui a endommagé le roulement principal de l'appareil. Le bris est aussi probablement dû au poids énorme de cette structure. Le site est exploité depuis ce temps à des fins touristiques et présente le projet en tant que monument dédié au patrimoine technologique québécois et est également un centre d'interprétation sur l'énergie éolienne.

## Les moulins éoliens à axe vertical

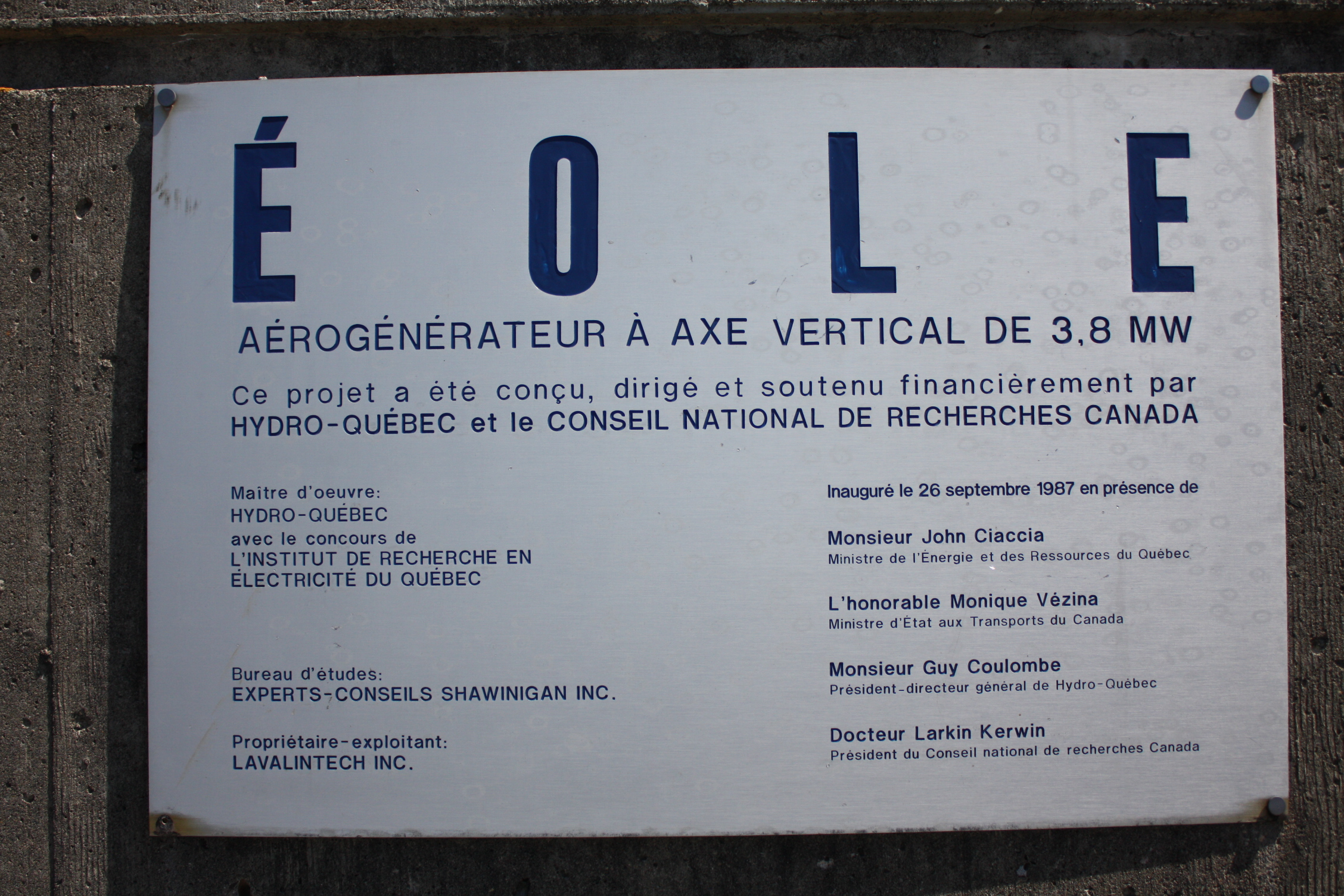
Plaque d'inauguration de l'éolienne Éole à Cap-Chat (26 septembre 1987)

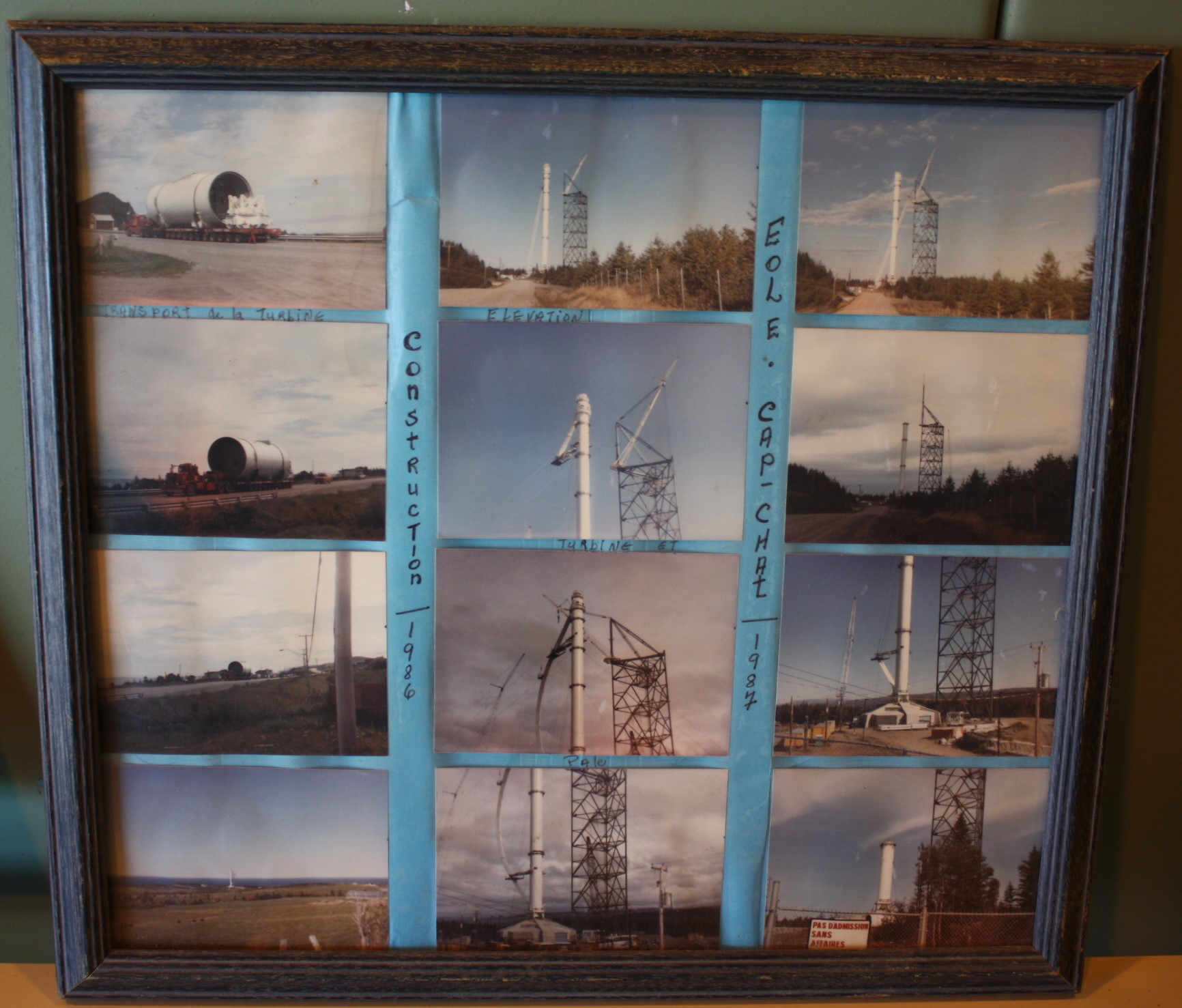
Étapes de la construction de l'éolienne Éole à Cap-Chat (1986-1987)

Les éoliennes à axe vertical, telles celles de type Darrieus qui composent le Projet Éole, sont très avantageuses car elles captent le vent de façon omnidirectionnelle. Elles peuvent ainsi pivoter tant qu'il vente, peu importe la direction du vent. Le générateur se situant à sa base, ce type d'éoliennes est plus économique, mais la nature de ce concept ne lui permet pas de démarrer par elle-même.